# Like a Secret Dream
Like a Secret Dream è il primo album della Nu jazz band Revolution Void edito nel 2000.
Il disco è stato distribuito con licenza creative commons (cc-by 3.0) ed è liberamente ascoltabile e scaricabile da internet.

## Tracce[1]
1. Abiogenesis
2. Viva la Revolucion
3. Trip Time Divine
4. Urban Reflection
5. The Dark Mystery of Time and Space
6. Total Sensory Deprivation
7. Something is Any Nothing
8. Sixteen
9. Swinging Shapes

## Formazione
- Jonah Dempcy - tutti gli strumenti
- Dave Hill - percussioni nelle tracce 7 e 9